# Platysmacheilus nudiventris
Platysmacheilus nudiventris är en fiskart som beskrevs av Luo, Le och Chen, 1977. Platysmacheilus nudiventris ingår i släktet Platysmacheilus och familjen karpfiskar. Inga underarter finns listade i Catalogue of Life.